# Ангіш
Ангіш (*д/н — 1516) — 2-й володар Сибірського ханства у 1502—1516 роках.

## Життєпис
Походив з династії Тайбугидів (Тайбугінів). Його дід Мара кинув виклик Чингізідам, намагаючись панувати у Західному Сибіру спільно з ханом Ібаком. Проте був вбитий останнім. Абалак, син Мара і батько Ангіша, разом з братом Адером зберіг частину родинних володінь.
1495 року Мухаммед, син Адера, переміг і вбив хана Ібака, заснувавши Сибірське ханство. Ймовірно, в цих подіях брав участь Ангіш. 1502 року після смерті Мухаммеда успадкував ханство. Продовжив війни проти тюменських ханів Агалака і Кулука. Близько 1510 року переміг останнього, захопивши Тюменське ханство.
Водночас нападав на прикордонні землі Московського царства, борючись за зверхність над Обдорським й Пелимським князівствами.
З 1511 року вів війну проти Муртази-султана, брата Кулука, що отаборився на півночі Ногайської Орди. Помер Ангіш близько 1516 року. Йому спадкував стриєчний брат Касим.